# 贝斯普拉斯堡
贝斯普拉斯堡（法語：La Bastide-de-Besplas），或纯音译作拉巴斯蒂德-德贝斯普拉斯，是法国阿列日省的一个市镇，位于该省西北部，属于圣日龙区（Saint-Girons）和阿里兹-莱兹县（Arize-Lèze）。该市镇总面积为10.22平方公里，2014年时的人口为450人。

## 人口
贝斯普拉斯堡人口变化图示
| 数据来源：INSEE |